# 上海电子信息职业技术学院
上海电子信息职业技术学院（简称信息学院或电子信息学院），前身为建于1927年的上海仪电专科学校。现任党委书记兼院校长杨秀英。

## 院系设置[5]
- 电子工程系
- 通信与信息工程系
- 计算机应用系
- 机电工程系
- 经济与管理系
- 中德学院
- 动画学院
- 公共基础教学部
- 外语教学部
- 思想政治理论教研部
- 图文信息中心
- 继续教育学院